# L'Appareil-photo
Pour les articles homonymes, voir Appareil-photo.
L'Appareil-photo est un roman de Jean-Philippe Toussaint paru le 1er janvier 1989 aux éditions de Minuit. L'écrivain adaptera et réalisera ce roman dans son film La Sévillane sorti en 1992.

## Éditions
- Les Éditions de Minuit, 1989  (ISBN 9782707311979).
- Les Éditions de Minuit, collection « Double » no 45, 2007  (ISBN 9782707320056)